# Béchir
Béchir é uma vila localizada na comuna de Tamtert, na província de Béchar, Argélia. A vila está situada no Oued Saoura, a 7 quilômetros (4,3 milhas) a noroeste de Tamtert e 29 quilômetros (18 milhas) ao sudeste de Béni Abbès.